# Madelen Haug Hansen
Madelen Haug Hansen, född 9 augusti 1993 i Halden, är en norsk ishockeyspelare Linköping HC Dam från 2012 och har tidigare spelat för Modo Hockey, Sparta Sarpsborg och IK Comet Halden